# Bebe Buell
 (juin 2017).
Si vous disposez d'ouvrages ou d'articles de référence ou si vous connaissez des sites web de qualité traitant du thème abordé ici, merci de compléter l'article en donnant les références utiles à sa vérifiabilité et en les liant à la section « Notes et références ».
Pour les articles homonymes, voir Buell (homonymie).
Beverle Lorence Buell, née le 14 juillet 1953 à Portsmouth (Virginie), est un mannequin et une chanteuse américaine.

## Biographie

### Enfance et formation
Beverle Buell est née à Portsmouth. Elle est la fille de Dorothea (Brown) Johnson, qui a fondé la Protocol School of Washington, et de Harold Lloyd Buell, officier de la marine américaine et vétéran de la Seconde Guerre mondiale.

### Carrière
Elle a été mannequin des années 1970. Elle a posé pour Playboy.
Elle a côtoyé le milieu du rock dans le sillage d'autres groupies comme Sable Starr ou Lori Mattix, elle a été la compagne de Todd Rundgren de 1972 à 1978. Elle a eu des liaisons avec différentes stars du rock, comme Jimmy Page, Stiv Bators, Rod Stewart, Mick Jagger, Steven Tyler, Iggy Pop ou encore Elvis Costello, à qui elle inspira certaines chansons.
Elle a réalisé finalement son rêve de toujours : faire du rock, avec des groupes comme les The B-Sides ou les Gargoyles. Elle se produit toujours sur scène. Elle est également la mère de Liv Tyler, née de sa liaison avec Steven Tyler, chanteur du groupe Aerosmith.